# Tomás Goros
Tomás Goros (Ciudad de México, 6 de mayo de 1958) es un actor mexicano.
Conocido por interpretar el papel de Antonio Garnica en la serie El Señor de los Cielos y por su participación en otras producciones de televisión como Club de Cuervos, Los Rey y Lo que callamos las mujeres. De acuerdo con el diario El Debate, el actor suma más de cien créditos de actuación en televisión, cine y teatro.

## Vida personal
Durante el rodaje del filme La traición del chiquito en Veracruz en abril de 2021, Goros debió ser hospitalizado e intubado por complicaciones ocasionadas por el COVID-19. El 6 de mayo, el actor compartió a través de sus redes sociales que ya se encontraba en su hogar tras vencer la enfermedad.

## Filmografía parcial

### Cine
| Año  | Título                                      | Papel                | Notas |
| ---- | ------------------------------------------- | -------------------- | ----- |
| 1988 | Conexión Tequila                            | Guardaespaldas       |       |
| 1994 | The Cisco Kid                               | Treviño              |       |
| 2005 | Don de Dios                                 | Reyes                |       |
| 2005 | La troca de Sinaloa                         | Comandante Guillermo |       |
| 2006 | Sexo, amor y otras perversiones             |                      |       |
| 2006 | La vida inmune                              | El magnetizador      |       |
| 2006 | Sexo, amor y otras perversiones 2           |                      |       |
| 2007 | Borderland: al otro lado de la frontera     | Capitán Ramírez      |       |
| 2007 | Cuatro vidas                                | Gangster             |       |
| 2009 | Sicario: ejecución de mando                 | Gato                 |       |
| 2011 | El quinto mandamiento                       |                      |       |
| 2012 | Ritmo, traición y muerte: la cumbia asesina | Drácula              |       |
| 2013 | La última orden                             | Marcelo              |       |
| 2015 | Perras de barrio                            | Santana              |       |
| 2016 | Perros rabiosos                             | Chato                |       |
| 2017 | Pervertidas                                 | Gonzalo              |       |
| 2017 | Crímenes de pasión 2                        | Ferrati              |       |
| 2017 | Sexo y muerte en el barrio                  | Salomón              |       |
| 2018 | Gracias por ser mi amigo                    | Roberto Aldara       |       |
| 2019 | Perversa tentación                          | Antonio              |       |
| 2020 | Los Networkers Multinivel                   | Cobra                |       |
| 2022 | ReEvolución 10/20: honor sin tiempo         | Rodolfo Rendón       |       |
| 2022 | Las muñecas de la droga                     | Humberto Hermosillo  |       |

### Televisión
| Año       | Título                                       | Papel            |
| --------- | -------------------------------------------- | ---------------- |
| 1988-1989 | Angélica, mi vida                            | Ricardo          |
| 1990      | Destino                                      | José Alberto     |
| 1992      | De frente al sol                             | Eulogio          |
| 1995      | Bajo un mismo rostro                         | Renato           |
| 1996-1997 | Luz Clarita                                  | Anselmo          |
| 1997-1998 | Mi pequeña traviesa                          | El Raspa         |
| 1998      | Azul tequila                                 | Demetrio Galarza |
| 1999      | Marea brava                                  | Iván             |
| 2001      | Lo que callamos las mujeres                  | Víctor           |
| 2007      | Bellezas indomables                          | Gregorio         |
| 2013      | La patrona                                   | Ramiro Chacón    |
| 2017      | Su nombre era Dolores, la Jenn que yo conocí | Don Pedro        |
| 2017      | Blue Demon                                   | Efraín Larrañaga |
| 2017      | Paquita la del barrio                        | Don Epifanio     |
| 2017-2019 | Club de Cuervos                              | Armando Cantú    |
| 2019      | Preso No. 1                                  | Ademir Segovia   |
| 2014-2019 | El Señor de los Cielos                       | Antonio Garnica  |
| 2020      | Sin miedo a la verdad                        | Juan             |
| 2021      | La venganza de Las Juanas                    | Salvador         |
| 2020-2022 | Esta historia me suena                       | Marcos Molina    |
| 2023-2024 | Un día para vivir                            | Bruno / Rodolfo  |
| 2025      | Rosario Tijeras                              | Porfirio         |